# هيرفي بوغنيت
هيرفي بوغنيت (24 أغسطس 1981

 في سانت فوي لو غراند) (بالفرنسية: Hervé Bugnet)‏ لاعب كرة قدم فرنسي يلعب حاليا في نادي الدرجة الوطنية كروا سافوا الفرنسي منذ 2008 في مركز المهاجم .
لعب بوغنيت في أندية بوردو (2002-2005) مارتيغ بالإعارة (2001-2002) شاتورو بالإعارة (2002-2003) لوهافر بالإعارة (2003-2004) مونبيلييه (2005-2006) ديجون (2006-2007) لوسينا الإسباني (2007) نيور (2007-2008) .

## روابط خارجية
- هيرفي بوغنيت على موقع رابطة كرة القدم الفرنسية للمحترفين (الإنجليزية)
- هيرفي بوغنيت على موقع قاعدة بيانات كرة القدم.إي يو (الإنجليزية)
- هيرفي بوغنيت على موقع كووورة
- هيرفي بوغنيت على موقع AS.com (الإسبانية)